# Belomitridae
Belomitridae zijn een familie van weekdieren uit de klasse van de Gastropoda (slakken).

## Geslacht
- Belomitra P. Fischer, 1883